# Psittacanthus brasiliensis
Psittacanthus brasiliensis é uma espécie de neotropical de visco na família Loranthaceae, que é endémica do Brasil.

## Distribuição
Ela existe no sudeste do Brasil (Minas Gerais, Rio de Janeiro, São Paulo).

## Habitat
Cresce na Mata Atlântica e na floresta tropical.

## Taxonomia
A Psittacanthus brasiliensis foi descrita pela primeira vez por Desrousseaux em 1792 como Loranthus brasiliensis, e em 1834, Don atribuiu-a ao novo género Psittacanthus.